# SUNSET/在りのままで
「SUNSET/在りのままで」（サンセット/ありのままで）は、日本のロックバンド・Naifuの4作目のシングル。

## 概要
初めての両A面シングルだが、事実上のラスト・シングルとなった。リードボーカルは作詞者と同じである。

## 収録曲
1. SUNSET
作詞：荒神直規　作曲・編曲：森下志音
2. 在りのままで
作詞：村上風麻　作曲・編曲：森下志音

## 参加ミュージシャン
- Naifu
  - 荒神直規：Vocal (#1)、Guitar (#1,2)
  - 山口篤：Drums (#1,2)
  - 村上風麻：Bass (#1,2)、Vocal (#2)
  - 森下志音：Guitar (#1,2)

## タイアップ
- 日本テレビ系『音楽戦士 MUSIC FIGHTER』6月度エンディングテーマ (#1)
- テレビ東京系『ゴルフの真髄』エンディングテーマ (#2)